# سیارک ۲۰۴۶۸
سیارک ۲۰۴۶۸ (به انگلیسی: 20468 Petercook، نامگذاری:1999NK4) بیست هزار و چهارصد و شصت و هشتمین سیارک کشف شده‌است که در ۱۳ ژوئیه ۱۹۹۹ کشف شد.
قدر مطلق سیارک برابر ۱۴.۱ است.